# Партнери за обставинами (фільм, 1944)
«Партнери за обставинами» (англ. Partners of the Trail) — вестерн 1944 року режисера Ламберта Гілльйєра . Це сьома стрічка із серії фільмів про маршала "Неваду" Джека МакКензі. Головні ролі зіграли Джонні Мак Браун, Реймонд Гаттон, Крейг Вудс, Крістін Макінтайр та Маршалл Рід .

## У ролях
| Актор             | Роль           |
| ----------------- | -------------- |
| Джонні Мак Браун  | Джек МакКензі  |
| Реймонд Гаттон    | Сенді Гопкінс  |
| Крейг Вудс        | Джоел Діксон   |
| Крістін Макінтайр | Кейт ілтон     |
| Маршалл Рід       | Клінт Бейкер   |
| Джозеф Еггентон   | Дж. Д. Едвардс |
| Джек Інграм       | заступник      |
| Гел Прайс         | шериф Доббі    |
| Лінтон Брент      | Лем            |
| Ллойд Інгрехам    | Док Епплгейт   |
| Бен Корбетт       | Дюк            |
| Тед Мейпс         | Слінкі         |
| Стів Кларк        | Колбі          |